# Sonja Castelein
Sonja Castelein (Leuven, 10 juni 1954) is een voormalige Belgische atlete, die was gespecialiseerd in de middellange afstand. Zij nam eenmaal deel aan de Olympische Spelen en veroverde op twee verschillende onderdelen zeven Belgische titels. 

## Biografie

### Titels plus deelname aan EK's en OS
Sonja Castelein behaalde in 1972 de Belgische titel bij de junioren op de 1500 m. De volgende drie jaren veroverde ze op deze afstand de Belgische titel bij de senioren Alle Categorieën. Ook op de 3000 m behaalde ze tussen 1974 en 1977 drie Belgische titels.
In 1974 nam ze op beide afstanden deel aan de Europese kampioenschappen in Rome. Op de 1500 m werd ze uitgeschakeld in de reeksen, maar op de 3000 m bereikte zij de finale en werd hierin dertiende.
In 1976 nam ze deel aan de Olympische Spelen in Montréal, waar ze uitkwam op de 1500 m, waarin ze ditmaal uitgeschakeld werd in de halve finale. Ze behaalde eerder dat jaar ook een vierde plaats op dezelfde afstand bij Europese indoorkampioenschappen.

### Clubs
Sonja Castelein was aangesloten bij Leuven Atletiek Club en stapte in 1972 over naar Daring Club Leuven.

## Belgische kampioenschappen
| Onderdeel | Jaar                   |
| --------- | ---------------------- |
| 1500 m    | 1973, 1974, 1975       |
| 3000 m    | 1974, 1975, 1976, 1977 |

## Persoonlijke records
| Onderdeel | Prestatie | Datum             | Plaats     |
| --------- | --------- | ----------------- | ---------- |
| 800 m     | 2.04,3    | 10 juli 1975      | Papendal   |
| 1000 m    | 2.42,2    | 14 september 1976 | Brussel    |
| 1500 m    | 4.11,3    | 28 juni 1976      | Düsseldorf |
| 3000 m    | 9.19,0    | 21 augustus 1976  | Brussel    |

## Palmares

### 1500 m
- 1973:  BK AC – 4.24,4
- 1974:  BK AC – 4.19,7
- 1974: 7e reeks EK in Rome – 4.13,2
- 1975:  BK AC – 4.21,6
- 1976: 4e EK indoor in München - 4.21,8
- 1976: : 9e ½ fin. OS in Montréal – 4.13,46
- 1978:  BK AC

### 3000 m
- 1974:  BK AC – 9.27,4
- 1974: 13e EK in Rome – 9.31,2
- 1975:  BK AC – 9.25,2
- 1976:  BK AC – 9.19,0
- 1977:  BK AC – 9.24,8

### veldlopen
- 1975: 49e WK in Rabat

## Onderscheidingen
- 1974: Gouden Spike